# ابن حرازم
ابن حرازم هو أبو الحسن علي بن إسماعيل بن محمد بن عبد الله بن حرزهم بن زيان بن يوسف بن سومران بن حفص بن الحسن... ، يعتلي نسبه إلى عثمان بن عفان رضي الله عنه، ولد ونشأ بفاس وكان من كبار فقهائها في زمانه، ومدرسيها العباد الزهاد، أحكم كتاب الإحياء للغزالي وضبط مسائله، فكان يستحسنه ويثني عليه، وكان رحمه الله متعبدا عالما زاهدا في الدنيا.

## سيرته
لم تذكر أغلب كتب التراجم سنة ولادته ولا مكانها، درس بفاس وأخذ عنه ناس الطريق كالشيخ أبي مدين الأنصاري، و أبي عب الله التاودي، ثم دخل إلى مراكش فدرس بها العلم والفقه فتاب و أصلح على يده خلق كثير وزهد أميرها
في الدنيا، فقد كان في أول الأمر ممن حمل على كتاب الإحياء واستنكر ما فيه، ثم غلبت عليه نزعة التصوف فرجع
عن رأيه فيما كا ينكر منه كما سبق الإلماع إلى ذلك
ويذكر أنه لما قدم الشيخ أبو مدين إلى فاس دخل إلى جامع القرويين وسأل عن مجالس العلماء، وبحث فيها مجلسا بعد مجلس، قال: وٱنا لا يثبت في قلبي شيء ما أسمعه من المدرسين إلى أن جئت إلى شيخ كلما تكلم بكلام ثبت في قلبي وحفظته فلما فرغ دنوت منه وقلت له حضرت مجالس كثيرة فلم أثت على ما يقال وأنت كل ما سمعته منك حفظته، فقال لي: هم يتكلمون بٱطراف ألسنتهم فلا يجاوز كلامهم الآذان وأنا قصدت الله بكلامي فيخرج من القلب فلازمته وكان هذا الشيخ هو علي بن حرزهم

## شيوخه
أخذ علي بن حرزهم العلم على يد خيرة ٱهل عصره، و لعل من ٱبرز شيوخه:
- والده الشيخ إسماعيل ابن حرزهم.
- القاضي أبي بكر ابن العربي المعافري.
- الشيخ يوسف ابن النحوي.
- الشيخ محمد الخياط.
- الشيخ أبي بكر بن عثمان بن مالك.
- عمه صالح ابن حرزهم وهو شيخه الحقيقي وعليه اعتماده.[3]

### تلامذته
تتلمذ على يده خلق كثير من أشهرهم:
- الشيخ أبو يعزى يلنور.
- أبو مدين الغوث.
- محمد التاودي.
- الشيخ يسكر الجورائي.[3]
- ابن دهاق.

### قيل فيه
- قال الساحلي: كان عالما فقيها محدثا حافظا مدرسا زاهدا في الدنيا، سالكا في طريق القوم من أهل التحقيق، مشاركا في علوم الشريعة لكنه ٱميل إلى التصوف.[2]

### الوفاة
توفي ابن حرزهم بفاس آخر يوم من شعبان 559 هـ / 22 يوليوز 1164م ودفن بها. لاحقا بنيت عليه قبة كان تاريخ بنائها واسم من بناها من أمراء بني مرين منقوشا في رخامة على ضريحه، ثم أمر السلطان العلوي محمد بن عبد الله بهدمها وإعادة بنائها.